# Torres de la Alameda
Torres de la Alameda è un comune spagnolo di 7 729 abitanti (2021) situato nella comunità autonoma di Madrid.